# Спідкор
Спідко́р (англ. speedcore) — стиль електронної музики, експериментальна форма хардкору, що виникла в Німеччині і розповсюдилася згодом по всьому світу.
Варіація електронного хардкору (Hardcore), що відрізняється високою швидкістю та агресивністю музичних тем. У спідкорі немає меж за кількістю bpm, проте часто показник bpm не перевищує 1000. У треку можуть бути як відносно довгі повільні вставки, так і надзвичайно швидкі, на межі ультразвуку.